# قوربي بالاس (فلم)
قوربي بالاس فيلم كوميدي جزائري من إخراج بشير درايس.

## فرقة الإنتاج
- سيناريو : لخضر بوخرص
- حوار : ناصر تايب
- مدير التصوير : علال يحياوي
- إخراج : بشير درايس
- المنتج المنفذ : CINE-LAK

## الممثلون
- لخضر بوخرص لخضر
- سيد احمد اقومي
- حكيم دكار
- فاطمة حليلو
- رشيد فارس
- نادية سمير
- عباس زهماني
- هشام مصباح
- فريدة صابونجي
- أمينة زروقي
- رشيد زغمي
- عبد النور شلوش
- فؤاد زاهد
- مدني مسلم
- عبد الباسط بن خليفة
- إبراهيم حميطوش
- كريم زناسني
- قاسي تيزي وزو